# Horst Seffrin
Horst Seffrin (* 20. Januar 1921 in Darmstadt; † 20. März 2007 ebenda) war ein deutscher Kommunalpolitiker (SPD), Bürgermeister, Sozial- und Gesundheitsdezernent und Stadtrat.

## Politik
Horst Seffrin war von 1956 bis 1970 Stadtrat in Darmstadt. Von 1970 bis 1983 war er Bürgermeister von Darmstadt. Daneben war Seffrin auch Sozial- und Gesundheitsdezernent von Darmstadt. Er verstarb am 20. März 2007 im Alter von 86 Jahren.

## Auszeichnungen und Ehrungen
Die Goethe-Universität Frankfurt verlieh Seffrin die Würde eines Ehrendoktors der Medizin. Die Stadt Darmstadt ehrte ihn 1983 (nach anderen Angaben 1993) mit ihrer höchsten Auszeichnung, der Silbernen Verdienstplakette.
Die Grünanlage vor der Frauenklinik Darmstadt wurde nach ihm benannt („Horst-Seffrin-Anlage“).

## Veröffentlichungen (Auswahl)
Durchbruch zum sozialen Geist: kleine Sozialgeschichte der Stadt Darmstadt, Justus von Liebig Verlag, 1979